# Motta Naluns

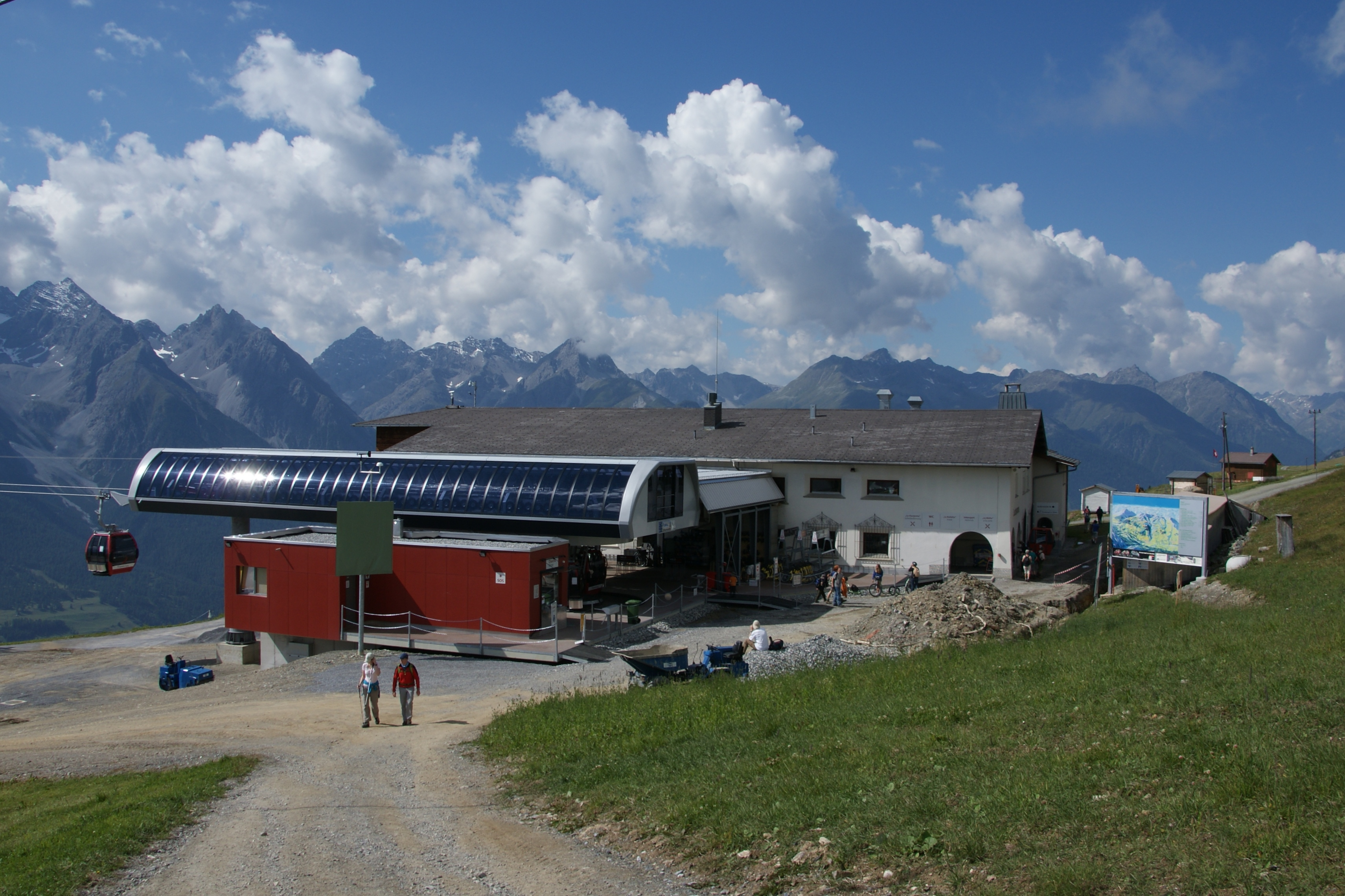
Motta Naluns

Die Motta Naluns ([ˌmɔtɐnɐˈlʊns]ⓘ, rätoromanisch Motta ‚Anhöhe‘, Naluns als Flurname) ist ein 2'142 Meter hohes Aussichtsplateau im Silvrettagebirge oberhalb von Scuol.

## Erschliessung
Seit 1955 hat sich das gleichnamige Skigebiet Motta Naluns auf dem Gebiet der damaligen Gemeinden Scuol, Ftan und Sent entwickelt. Während der Wintersaison ist Motta Naluns für Wintersportler und Fussgänger durch eine 2009 in Betrieb genommene 8er-Gondelbahn erschlossen. Im Sommerhalbjahr benützen Wanderer und Trottinett-Fahrer die Gondelbahn, um die Aussichtsterrasse zu erreichen. Diese dient als Ausgangspunkt für weitere Aktivitäten. Eine eingeschränkte Zufahrt von Ftan über Prui ist im Sommer möglich (nur mit Bewilligung).
Von den südexponierten Hängen des Skigebiets bietet sich ein Ausblick auf die gegenüberliegenden Engadiner Dolomiten mit dem Piz Lischana.